# Cycloptilum
Cycloptilum är ett släkte av insekter. Cycloptilum ingår i familjen Mogoplistidae.

## Dottertaxa tillCycloptilum, i alfabetisk ordning[1]
- Cycloptilum absconditum
- Cycloptilum abstrusum
- Cycloptilum adecton
- Cycloptilum ainiktos
- Cycloptilum albocircum
- Cycloptilum ambrosion
- Cycloptilum animosum
- Cycloptilum antillarum
- Cycloptilum antimimon
- Cycloptilum aphanton
- Cycloptilum bidens
- Cycloptilum celatum
- Cycloptilum cineticon
- Cycloptilum clandestinum
- Cycloptilum comprehendens
- Cycloptilum comptus
- Cycloptilum contectum
- Cycloptilum crypton
- Cycloptilum distinctum
- Cycloptilum eidalimos
- Cycloptilum epimonon
- Cycloptilum erraticum
- Cycloptilum eucharistos
- Cycloptilum eumorphos
- Cycloptilum eustatiensis
- Cycloptilum exsanguis
- Cycloptilum halticon
- Cycloptilum hypoclopon
- Cycloptilum inops
- Cycloptilum irregularis
- Cycloptilum kelainopum
- Cycloptilum liberum
- Cycloptilum minimum
- Cycloptilum nesydrion
- Cycloptilum occultum
- Cycloptilum opertanium
- Cycloptilum oriplanes
- Cycloptilum panurgon
- Cycloptilum pigrum
- Cycloptilum pusillulum
- Cycloptilum quatrainum
- Cycloptilum sanum
- Cycloptilum slossoni
- Cycloptilum spectabile
- Cycloptilum squamosum
- Cycloptilum tardum
- Cycloptilum thoracicum
- Cycloptilum thymicon
- Cycloptilum tornatilis
- Cycloptilum trigonipalpum
- Cycloptilum velox
- Cycloptilum zebra